# Thomas Clayton Davis
Pour les articles homonymes, voir Thomas Davis et Davis.
Thomas Clayton Davis (6 septembre 1889-21 janvier 1960) est un avocat, juge, diplomate et homme politique provincial canadien de la Saskatchewan. Il est député de la circonscription de Prince Albert de 1925 à 1939,.

## Biographie
Né à Prince Albert en Saskatchewan, auparavant district des Territoires du Nord-Ouest, Davis étudie au St. John's College (en) de l'Université du Manitoba et à la Osgoode Hall Law School, école de droit de l'Université York. Il pratique ensuite à Prince Albert avant de servir comme conseiller pendant deux mandats et comme maire de 1921 à 1924.
Élu sur la scène provinciale, il occupe le poste de ministre des Affaires municipales et de Procureur général. Il contribue également à convaincre le premier ministre fédéral William Lyon Mackenzie King de créer le parc national de Prince Albert qui ouvre en 1928. En 1929, il est réélu dans sa circonscription contre John George Diefenbaker. Il démissionne en 1939 afin de devenir juge à la Cour d'appel de la Saskatchewan.
Il occupe sa fonction de juge jusqu'en 1940, bien qu'il démissionne officiellement en 1948, pour accepter la nomination de sous-ministre fédéral de la Guerre.
En 1943, il devient haut-commissaire canadien en Australie, avant de servir comme ambassadeur en Chine, au Japon et en Allemagne de l'Ouest. Sa carrière diplomatique prend fin en 1957 et s'installe ensuite à Victoria en Colombie-Britannique.